# Джоон-Дёбё
Джоон-Дёбё (кирг. Жоон-Дөбө) — село в Айтматовском районе Таласской области Кыргызстана. Административный центр Ак-Чийского аильного округа. Код СОАТЕ — 41707 215 804 01 0.

## Население
По данным переписи 2019 года, в селе проживало 2175 человек.

## Известные жители и уроженцы
- Досбергенов, Тюлебек (1906—2000) — Герой Социалистического Труда.
- Осмонов, Рахманалы (1922—1992) — Заслуженный учитель Киргизской ССР, Отличник Просвещения СССР, Отличник народного образования Киргизской ССР, Кавалер ордена «Знак почета», Участник ВОВ.